# Kiss Rocks Vegas
Kiss Rocks Vegas je DVD/Blu-ray americké rockové skupiny Kiss vydané v roce 2016. Jedná se o videozáznam koncertů z Hard Rock Hotel and Casino kde skupina vystupovala v rámci The KISS 40th Anniversary World Tour. 25. května bylo Kiss Rocks Vegas promítáno v kinech po celém světě.

## Seznam skladeb
| Pořadí | Název                  | Autor                            | Délka |
| ------ | ---------------------- | -------------------------------- | ----- |
| 1.     | Detroit Rock City      | Paul Stanley / Ezrin             |       |
| 2.     | Creatures Of The Night | Stanley / Mitchell               |       |
| 3.     | Psycho Circus          | Stanley / Gene Simmons           |       |
| 4.     | Parasite               | Ace Frehley                      |       |
| 5.     | War Machine            | Simmons / Bryan Adams / Vallance |       |
| 6.     | Tears Are Falling      | Stanley                          |       |
| 7.     | Deuce                  | Simmons                          |       |
| 8.     | Lick It Up             | Stanley / Vinnie Vincent         |       |
| 9.     | I Love It Loud         | Simmons / Cusano                 |       |
| 10.    | Hell or Hallelujah     | Stanley                          |       |
| 11.    | God of Thunder         | Stanley                          |       |
| 12.    | Do You Love Me?        | Stanley / Fowley / Ezrin         |       |
| 13.    | Love Gun               | Stanley                          |       |
| 14.    | Black Diamond          | Stanley                          |       |
| 15.    | Shout It Out Loud      | Stanley / Simmons / Ezrin        |       |
| 16.    | Rock and Roll All Nite | Stanley / Simmons                |       |

Kiss Akusticky
| Pořadí | Název              | Autor                          | Délka |
| ------ | ------------------ | ------------------------------ | ----- |
| 1.     | Comin' Home        | Stanley / Frehley              |       |
| 2.     | Plaster Caster     | Simmons                        |       |
| 3.     | Hard Luck Woman    | Stanley                        |       |
| 4.     | Christine Sixteen  | Simmons                        |       |
| 5.     | Goin' Blind        | Simmons / Coronel              |       |
| 6.     | Love Her All I Can | Stanley                        |       |
| 7.     | Beth               | Peter Criss / Penridge / Ezrin |       |

## Obsazení
- Paul Stanley – kytara, zpěv
- Gene Simmons – basová kytara, zpěv
- Eric Singer – bicí, zpěv
- Tommy Thayer – sólová kytara, zpěv